# 19è Congrés Nacional del Partit Comunista de la Xina
El 19è Congrés Nacional del Partit Comunista de la Xina (comunament anomenat Shíjiǔ Dà; en xinès: 十九 大) va començar a Beijing, República Popular de la Xina, el 18 d'octubre de 2017. Aquest congrés, a diferència de l'anterior celebrat el 2012, es planteja un canvi de llarg abast en la composició del lideratge del Partit Comunista de la Xina on 5 dels 7 membres del Comitè Permanent del Politburó (màxim òrgan de decisió) s'espera que es retirin. El congrés també es considera una prova de fortalesa dins i fora del partit del president Xi Jinping que podria equiparar el seu poder al de Mao Zedong i si trencarà les regles del partit vigents des de fa més de 20 anys, implantades després del caos que va significar la Revolució Cultural.
Els més de 2.287 delegats del partit escolliran el nou lideratge del Partit Comunista de Xinès, inclòs el Comitè Central i els membres de la Comissió Central d'Inspecció de la Disciplina, se celebraran les eleccions del Secretari General (líder del partit), el Politburó, el Comitè Permanent del Politburó i la Comissió Militar Central. La Xina continua essent un país amb gran força patriarcal i d'aquests 2.287 delegats només 551 són dones (24%) i cap d'elles és membre del Comitè Permanent del Politburó.

## Preparació
El procés de redacció de l'Informe del 18è Comitè Central va començar a mitjans de 2016, abans de la VI Sessió Plenària. El Projecte d'Informe es va enviar a diferents grups del partit com ara l'organització del partit provincial, les institucions governamentals, l'Exèrcit Popular d'Alliberament i determinades organitzacions de masses. La 6a Sessió Plenària del 18è Comitè Central, que es va celebrar entre els dies 24 i 27 d'octubre de 2016, va declarar que el 19è Congrés Nacional se celebraria a Beijing el segon semestre de 2017.
La 7a sessió plenària es va convocar l'11 d'octubre i va estar en sessió fins durant 3 dies. A la sessió van assistir 191 membres integrants del CC i 141 membres suplents, amb membres assistents del CCDI sense vot. La 7a sessió plenària va posar les bases del 19è Congrés Nacional i va donar a conèixer la data de la convocatòria. El 18è Buró Polític va presentar tres documents al 18è Congrés Nacional: l'Informe del 18è Comitè Central (presentat per Xi Jinping), l'Informe de treball de la 18a Comissió Central per a la Inspecció de Disciplina (presentat per Xi Jinping) i les esmenes a la constitució del PCX (presentat per Liu Yunshan).
El projecte d'informe del 18è CC es va enviar a més de 4.700 membres per a la seva revisió, que representaven diverses regions i departaments. Es van organitzar sis simposis per escoltar opinions i suggeriments sobre el projecte d'informe on Xi va assistir. La 7a Sessió Plenària va aprovar els documents.
Tres dies més tard, el 17 d'octubre, la reunió preparatòria va ser convocada i presidida per Xi. 2.307 delegats del 19è Congrés Nacional van assistir-hi. Es va escollir 22 membres pel Comitè de Credencials, 243 membres pel Presídium del 19è Congrés i Liu Yunshan va ser elegit secretari general del 19è Congrés Nacional. A més, els assistents també van aprovar la configuració organitzativa i les tasques de la secretaria del congrés. Tuo Zhen, el subdirector del Departament de Publicitat i portaveu principal del 19è Congrés, va publicar l'agenda que havia estat aprovada durant la reunió preparatòria. L'ordre del dia era:
- Escoltar i examinar l'informe presentat pel 18è Comitè Central del PCX[6]
- Examinar l'informe de treball de la 18a Comissió Central per a la Inspecció de la Disciplina[6]
- Deliberar i adoptar una esmena a la Constitució del Partit[6]
- Triar el 19è Comitè Central del Partit i la seva 19a Comissió Central per a la Disciplina[6]

## Delegats
L'elecció de delegats per al 19è Congrés Nacional va començar el 8 de novembre de 2016 i va finalitzar el juny de 2017 quan el 18è Comitè Central va aprovar la quota, les qualificacions necessàries i el procediment electoral. Els criteris per convertir-se en delegat van ser "més durs" a causa de la campanya contra la corrupció. Segons el que va establir el 18è comitè central, els delegats havien d'estar "altament qualificats políticament i ideològicament, tenir bons treballs i estils de vida, ser competents en la discussió dels assumptes estatals i haver tingut èxit en les seves feines".
Els delegats van ser elegits de 40 circumscripcions electorals. D'aquestes 40, 34 pertanyien a una àrea geogràfica definida i les sis restants corresponien al partit central i al govern. L'Exèrcit Popular d'Alliberament va constituir una de les sis unitats centrals i va ser la més gran en termes de quota de delegats. Una altra unitat electoral representava els departaments subordinats al Comitè Central i una altra a les empreses estatals. El pressupost sobre el nombre de delegats no reflectia la mida de la població o la mida del partit en una regió donada, sinó la importància política.
Els delegats són elegits en els congressos locals de comitès locals de partit. El procés electoral és competitiu fins a cert punt: un 15% dels nominats van ser votats per altres membres durant el procés electoral. Per exemple, els delegats elegits en congressos locals del Comitè Provincial de Jiangxi eren 90 persones, però la quota electoral de Jiangxi va ser de 69. Així doncs, una vegada nomenats, els candidats van ser revisats pel Comitè Central a través del Departament d'Organització.
En les eleccions de 2016 - 2017, el 99,2% dels membres del partit van participar en el procés electoral. Els 2.287 delegats van ser escollits, segons l'Agència de Notícies de Xinhua, a principis d'octubre, amb un augment de 30 delegats respecte del 18è Congrés Nacional. No obstant això, el nombre finalment va ser reduït a 2.280 el 17 d'octubre. Dels delegats, el 24,1% eren dones i l'11,5% eren minories ètniques. El nombre de delegats que van representar els obrers (incloent-hi treballadors, agricultors i tècnics) va ser de 771 delegats (un increment del 3,2% respecte del 18è Congrés Nacional).

## Modificacions de la constitució
El Congrés ratificar els canvis a la Constitució del Partit Comunista de la Xina, aprovant la incorporació del pensament Xi Jinping sobre el socialisme amb característiques xineses per una nova era. Xi es va convertir en el primer líder des de Deng Xiaoping en afegir el seu nom a la ideologia del partit, cosa que va provocar que molts mitjans de comunicació internacionals nomenessin a Xi com el "líder més poderós des de Mao".

## Líders
El Congrés del Partit que se celebra cada cinc anys és, en el fons, un esdeveniment de transició de lideratge. El secretari general del Partit pot concorre un màxim de dues legislatures consecutives i a mig mandat, al cap de 5 anys, durant el Congrés Nacional del Partit ha d'anomenar el futur relleu. De la mateixa manera, els 25 membres del Politburó i els 7 del Comitè Permanent seran avaluats i probablement rellevats.

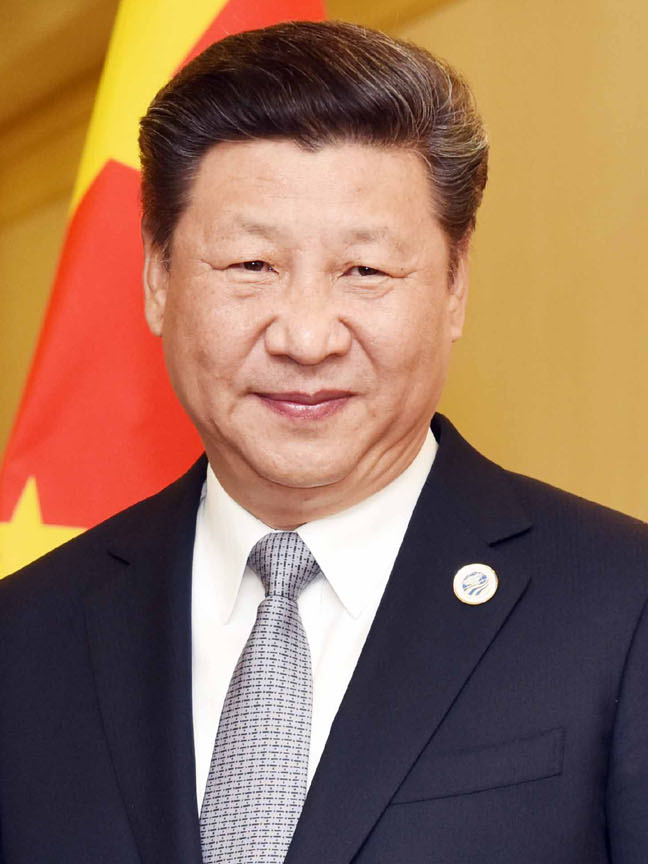
Xi Jinping

### Secretari General
No hi ha dubte que Xi Jinping, amb 64 anys en el moment del Congrés, continuarà un altre mandat com a secretari general, això significa ser el líder del partit i, de facto, de l'estat unipartidista. Hi ha incertesa, però, sobre si Xi trencaria les normes de presidir el Partit per més de dues legislatures. Mentre que Xi té limitat constitucionalment presidir el Partit màxim dues legislatures, les funcions on resideix el poder real, el Secretariat General i la Presidència de la Comissió Militar Central, no tenen un mandat limitat. Juntament amb les depuracions realitzades sobre la base de casos de corrupció en la cúpula del Partit - com és el cas de Sun Zhengcai -, tot apunta que Xi veurà el seu mandat reforçat després del Comitè.

### Comitè Permanent del Politburó
El Comitè Permanent del Politburó és tradicionalment considerat el poder més alt en el Partit Comunista. Des de 2002, la selecció de membres s'ha anat institucionalitzant més i l'edat, en particular, ha tingut un paper molt rellevant. A partir del 16è Congrés el 2002, tots els membres del comitè permanent que hagin arribat als 68 anys s'han de retirar, i des de llavors, mai ningú ha trencat aquesta regla. El més probable, per això és que cinc dels set membres del 18è Comitè Permanent del Politburó renunciïn als seus escons, excepte Xi i Li Keqiang: Zhang Dejiang (1946), Yu Zhengsheng (1945)), Liu Yunshan (1947), Wang Qishan (1948) i Zhang Gaoli (1946).

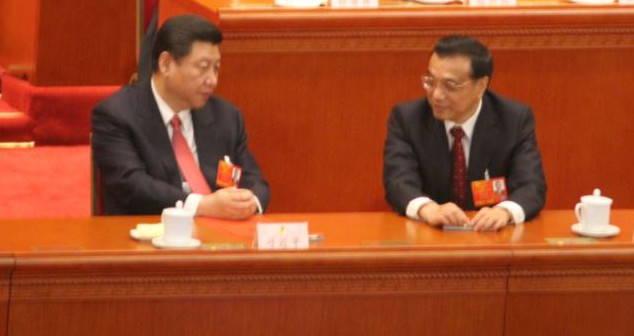
Xi Jinping i Li keqiang

Els dies previs del Congrés va haver-hi gran especulació sobre el destí de Wang Qishan, cap contra la corrupció, amb 69 anys en el moment del Congrés, s'hauria considerat massa vell per continuar. El mateix Wang, però, era reticent a aquesta qüestió, assenyalant amb rotunditat en declaracions a periodistes en què deia que havia d'abandonar la seva posició. Finalment, Wang no va seguir en el nou lideratge del partit.
Xi i Li Keqiang van renovar el Comitè Permanent del Politburó, amb cinc nous membres:
- Li Zhanshu (nascut el 1950), vist com un gran confident de Xi, ascendit directament de l'Oficina General del Partit a tercer líder més important, assumint la posició de presidència del Comitè Permanent del Congrés Nacional del Partit.[22]
- Wang Yang (nascut el 1955), exdiputat del partit a Chongqing i a la província de Guangdong i membre del Politburó des de 2007. Era vist com un dels membres més "liberals" de l'elit governant.
- Wang Huning (nascut el 1955), figura important a càrrec de la teoria i la ideologia en el Partit Comunista. Wang era l'únic que mai havia tingut un lloc de lideratge provincial
- Zhao Leji (nascut el 1957), cap del Departament d'Organització, va passar a ocupar el càrrec de màxim responsable de la Comissió Central d'Inspecció de la Disciplina
- Han Zheng (nascut el 1954), cap del partit de Xangai, vist com un fort tecnòcrata. Fins a la seva elecció havia passat tota la seva carrera a Xangai

També hi ha algunes especulacions sobre que el Comitè Permanent serà abolit totalment.

### Poltiburó
Segons la constitució del Partit, els membres que podien accedir al Buró Polític havien d'haver nascut després de 1950 i els d'abans, s'haurien de jubilar. Així doncs, els membres que van entrar al 19è Politburó van ser:
- Ding Xuexiang (nascut el 1962) - Ding, ajudant polític de Xi durant gairebé una dècada i sotsdirector executiu de l'Oficina General del Partit Comunista de la Xina.
- Wang Chen (nascut el 1950), secretari general del Congrés Nacional Popular
- Liu He (nascut el 1952) - Liu, cap de l'Oficina d'Afers Econòmics i Financers (Zhongcaiban) i assessor econòmic de Xi
- Xu Qiliang (nascut el 1950) - vicepresident de la Comissió Militar Central, va mantenir el càrrec per un segon mandat
- Sun Chunlan (nascut el 1950) - segon mandat, única dona al Politburó
- Li Xi (nascut el 1956) - aliat de Xi i cap de partit de Liaoning
- Li Qiang (nascut el 1959) - exsubordinat de Xi a la província de Zhejiang i cap del partit de Jiangsu
- Li Hongzhong (nascut el 1956) - cap del partit de Tianjin amb experiència com a cap del partit de la Zona Econòmica Especial de Shenzhen i governador i cap del partit de la província de Hubei.
- Yang Jiechi (nascut el 1950) - primer especialista en assumptes estrangers al Politburó
- Yang Xiaodu (nascut el 1953) - encarregat de la supervisió de la disciplina del partit, ministre de Supervisió
- Zhang Youxia (nascut el 1950) - vicepresident de la Comissió Militar Central, primer mandat
- Chen Xi (nascut el 1953) - subdirector executiu del Departament d'Organització (ministre), amic de Xi de la Universitat Tsinghua
- Chen Quanguo (nascut el 1955) - exsubordinat de Li Keqiang a Henan, cap del partit al Tibet (2011-2016) i cap del partit de Xinjiang a partir de 2016
- Hu Chunhua (nascut el 1963) - cap del partit de Guangdong, membre més jove del Politburó
- Guo Shengkun (nascut el 1951) - ministre de Seguretat Pública
- Huang Kunming (nascut el 1956) - subdirector executiu del Departament de Propaganda, associat de Xi
- Cai Qi (nascut el 1955) - cap del partit de Pequín, promogut en els anys previs al 19è Congrés, considerat un fort aliat de Xi

### Secretariat
L'òrgan executiu del Politburó, la Secretaria, també va canviar substancialment. Els membres del Politburó a càrrec dels departaments de propaganda i organització i el cap de l'Oficina General van obtenir un seient a la Secretaria. Tots els membres del 19è Secretariat també són alhora membres del Politburó, amb l'única excepció de You Quan:
- Wang Huning (també membre del Comitè Permanent del Politburó)
- Ding Xuexiang, Oficina General
- Yang Xiaodu, Comissió Central d'Inspecció de la Disciplina
- Chen Xi, Departament d'Organització
- Guo Shengkun, Comissió d'Assumptes Polítics i Jurídics
- Huang Kunming, Departament de Propaganda
- You Quan, Consell d'Estat

### Comtè Central
Per conformar el Comitè Central, integrat per 204 membres igual que els congressos anteriors, es va utilitzar el mètode electoral "més candidats que seients". El 8% dels candidats van ser rebutjats per votació dels delegats, tal com va passar en el 18è Congrés del Partit de 2012. Des de 2007, l'edat mitjana dels membres més grans es va mantenir dintre els límits establerts per la constitució. El 19è Comitè Central va mostrar una continuació d'aquesta tendència: Lu Hao (nascut el 1967) era el membre complet més jove tant del 18è com del 19è CC. 78 membres del 18è van mantenir-se al càrrec al 19è CC, de la mateixa manera que 32 dels membres suplents.